# Satellitentechnik
Unter dem Begriff Satellitentechnik werden jene Techniken und ingenieurwissenschaftliche Methoden zusammengefasst, die sich mit dem Bau und Betrieb von künstlichen Erdsatelliten und Raumsonden befassen.
Technisch kann ein Satellit als Summe von Teilsystemen betrachtet werden, die hinsichtlich Satellitenbahn und Lageregelung, Bauweise, Energieversorgung, Missionszweck und Telemetrie kooperieren. Zu den fliegenden Subsystemen kommen noch die Trägerraketen, mit denen die Satelliten bzw. Sonden auf ihre Bahnen gebracht werden, und die Systeme der Bodenstationen, die ihren Betrieb gewährleisten.
Besondere Erfordernisse der Satellitentechnik, die über den Bau und Betrieb terrestrischer Systeme hinausgehen, sind u. a. die extreme Gewichtsreduktion und Miniaturisierung, die sparsame Energieversorgung, hohe Strahlenresistenz, die mechanische Stabilität gegenüber extremen Beschleunigungen und Vibrationen, Probleme der Schwerelosigkeit (Treibstoff-Förderung, Vakuumtechnik, Navigation usw.) und beim Wärmehaushalt.
Die Basis der Satellitentechnik sind die integrierten Subsysteme, die sich über den ganzen Satelliten verteilen – insbesondere die mechanische Struktur, Adapter und Gelenke, Thermalkontrolle (passiv und aktiv), Verkabelung, Mess- und elektrische Kontrolle, Sicherheits- und Pyrosysteme.